# Новоторжское викариатство
Новоторжское викариатство — викариатство Тверской (Калининской) епархии Русской православной церкви.
Учреждено в 1920 году. Поименовано по городу Торжок Тверской губернии (в древности Торжок древности носил название Новый Торг, из-за чего в топонимике одновременно с прилагательным «торжокский», используется и старый вариант — «новоторжский»). Викариатство занимало территорию Новоторжского уезда Тверской губернии. Местом жительства ему архиерею был определён Борисоглебский монастырь. Епископ Новоторжский Феофил (Богоявленский) не имел канцелярии и вел служебную переписку через монастырского казначея. Документы из приходов Новоторжского викариата свидетельствуют о том, что регулярное посещение епископом Феофилом подведомственных приходов позволило ему заслужить уважение и привязанность верующих.
После ареста 27 августа 1936 года епископа Новоторжского Агапита (Борзаковского) не замещалось.

## Епископы
- 8 марта 1920—1927 — Феофил (Богоявленский)
- 26 июля 1927 — 29 января 1928 — Андрей (Комаров)
- февраль — 24 апреля 1928 — Захария (Лобов)
- 3 января 1929 — 4 апреля 1930 — Феодор (Яцковский)
- 4 мая — 30 декабря 1931 — Павел (Чистяков)
- 22 ноября 1933 — 8 ноября 1937 — Агапит (Борзаковский)